# Glorious Purpose (Локи, 2-й сезон)
«Glorious Purpose» (с англ. — «Славная миссия») — шестой и финальный эпизод второго сезона американского супергеройского сериала «Локи», снятого по мотивам комиксов Marvel Comics с участием персонажа Локи. По сюжету Локи, используя свои новоприобретённые способности, пытается спасти Ткач времени. События эпизода разворачиваются в медиафраншизе «Кинематографическая вселенная Marvel», также он разделяет связь с фильмами франшизы. Автор сценария — Эрик Мартин, режиссёры — Джастин Бенсон и Аарон Мурхед.
Том Хиддлстон вернулся к роли Локи из фильмов киновселенной. Также София Ди Мартино (Сильвия), Гугу Мбата-Роу (Равонна Ренслейер), Вунми Мосаку (Охотник B-15), Юджин Кордеро (Кейси), Тара Стронг (Мисс Минуты), Джонатан Мейджорс (Виктор Таймли / Тот, кто остаётся) и Оуэн Уилсон (Мобиус М. Мобиус) повторили свои роли из первого сезона. К ним присоединились Рафаэль Касаль, Лиз Карр и Куан Ке Хюи. Разработка второго сезона началась в ноябре 2020 года, а в июле 2021-го было официально подтверждено начало производства. В феврале 2022 года было объявлено, что Бенсон, Мурхед станут режиссёрами большинства серий, а Мартин — главным сценаристом сезона.
Эпизод «Славная миссия» был выпущен на стриминговом сервисе Disney+ 9 ноября 2023 года.

## Сюжет
Локи «проваливается» во времени в момент, предшествующий взрыву Ткача Времени в организации «Управление временными изменениями» (УВИ). Зная будущее, Локи всеми силами пытается предотвратить взрыв, повторяя снова и снова походы к Ткачу, однако в каждом исходе Виктор Таймли спагеттифицируется. Локи «проваливается» ещё глубже во времени и попадает в момент встречи Уробороса «У.Б.» с Виктором. Зная будущее, Локи помогает У.Б. быстрее разобраться с Множителем. Спустя множество веков и попыток, Локи отправляет Виктора к Ткачу и ему удаётся запустить Множитель в Ткач. Множитель расширяет его, однако Ткач вновь начинает дестабилизироваться и Виктор приходит к выводу, что нельзя ограничить бесконечно растущие линии, и Ткач в любом исходе будет уничтожен, поскольку нельзя расширить пропускную способность Ткача до уровня бесконечности.
Локи перемещается в момент сражения Локи и Сильвии за жизнь Того, кто остаётся. Спустя множества попыток, Локи не удаётся переубедить Сильвию, постоянно пытающуюся убить Того, кто остаётся, и Локи просит последнего остановить её. Тот, кто остаётся исключает Сильвию из разговора и раскрывает, что «провалы» Локи во времени и его дальнейшие путешествия были им продуманы и что Ткач является предохранителем, который в результате взрыва удаляет все альтернативные линии вместе с УВИ, защищая «Священную линию времени» и Локи может бесконечно пытаться его остановить, но он всегда будет «проигрывать» и возвращаться к нему. После этого Тот, кто остаётся предлагает Локи выбор: уничтожить Ткач и подвергнуть уничтожению все линии, включая «Священную линию времени», либо убить Сильвию и спасти её.
Локи отказывается и перемещается в момент, когда он впервые общается с Мобиусом в Театре времени. Локи пытается узнать, как они определяют, кого удалять, а кого нет, и Мобиус рассказывает ему историю о том, что когда он был Охотником, он не удалил мальчика-аномалию, виновную в гибели 5 000 человек. Равонна Ренслейер, будучи напарницей Мобиуса, удалила мальчика, однако временная линия перешла порог, в результате чего погибли множество Охотников УВИ. Мобиус подводит итог того, что часто выбора просто нет, но есть обязанность взять на себя ответственность за происходящее, после чего он и УВИ спагеттифицируются. Локи перемещается к Сильвии в момент её спагеттификации и останавливает время. Он заявляет, что ему придётся убить её, чтобы всех спасти, но Сильвия убеждает его заменить Того, кто остаётся.
Локи перемещается в УВИ в момент открытия шлюзов с помощью Таймли и сам отправляется к Ткачу. Используя магию, Локи уничтожает Ткач времени, в результате чего временные линии, проходившие сквозь него, погибают. Локи оживляет временные линии с помощью своих сил и отправляется в Конец времени, забирая линии с собой. Создав золотой трон на месте Того, кто остаётся, Локи перестраивает линии в древовидную структуру и остаётся в центре наблюдать за ними в одиночестве в Конце времени, став Богом Истории.
УВИ реорганизуется и ставит своей целью защиту временных линий и отслеживание вариантов Того, кто Остаётся. В разговоре с Охотником В-15, Мобиус упоминает вторжение варианта Того, кто остаётся в линию, соседнюю с Землёй-616, однако замечает, что ситуация была разрешена. Он также получает досье о своей жизни в «Священной линии времени» и решает уйти из УВИ. Сама В-15 становится одним из лидеров УВИ, а «У.Б.» активирует перезагруженную Мисс Минуты и пишет второе издание Руководства по УВИ, упоминая Виктора Таймли в качестве соавтора.
В 1863 году Виктор Таймли не получает Руководство УВИ и не становится учёным. В это же время Равонна Ренслейер приходит в себя в Пустоте и замечая удалённый логотип УВИ, сталкивается с Алиотом. Мобиус переходит в свою линию времени и вместе с Сильвией наблюдает за детьми своего варианта. В то же время в центре древа линий одинокий Локи наблюдает за Мобиусом в его линии времени.

## Реакция
Тереза Лаксон из Collider посчитала, что «трудно представить более подходящий финал для сериала». Николас Айяла из Screen Rant написал, что «финал второго сезона „Локи“ завершает сериал КВМ самым эпическим образом и навсегда меняет героя Тома Хиддлстона и мультивселенную Marvel». Прамиту Чаттерджи понравилась финальная сцена сериала с Локи, восседающем на троне в конце времён. Кайла Харрингтон из Dexerto оценила последнюю серию в 5 звёзд из 5 и отметила, что эпизод «действительно показал, насколько далеко продвинулся Локи как персонаж, поскольку он навсегда изолировался от людей, хотя боялся подобного, о чём говорил Сильвии, но сделал это, чтобы спасти тех, кого любит».

### Комментарии
1. ↑  Из событий эпизода «Science/Fiction».
2. ↑  События эпизода «Heart of the TVA».
3. ↑  События эпизода «For All Time. Always.».
4. ↑  События эпизода «Glorious Purpose».
5. ↑  События эпизода «Science/Fiction».
6. ↑  События фильма «Человек-муравей и Оса: Квантомания» (2023).
7. ↑  Изменённые события эпизода «1893»